# Gavin Schilling
Gavin Schilling (Munich; 10 de noviembre de 1995) es un baloncestista alemán que pertenece a la plantilla del Basketball Löwen Braunschweig  de la Basketball Bundesliga alemana. Con 2,06 metros de estatura, juega en la posición de ala-pívot.

## Trayectoria deportiva

### Universidad
Jugó cuatro temporadas con los Spartans de la Universidad Estatal de Míchigan, en las que promedió 3,3 puntos y 3,0 rebotes por partido. Se perdió toda la temporada 2016-17 debido a una lesión en la rodilla que sufrió en octubre de 2016.

### Profesional
Tras no ser elegido en el Draft de la NBA de 2018, el 29 de junio firmó un contrato con Ratiopharm Ulm de la Basketball Bundesliga para poner en marcha su carrera profesional. En su segunda temporada en el equipo promedió 4,8 puntos y 3,6 rebotes por partido.
El 31 de julio de 2020 fichó por el Basketball Löwen Braunschweig de la Basketball Bundesliga. Jugó una temporada como titular, en la que promedió 10,9 puntos y 7,5 rebotes por partido.
El 9 de julio de 2021 fichó por el FC Bayern Munich, donde disputó una temporada, jugando también en la Euroliga. Acabó promediando 3,7 puntos y 3,5 rebotes por partido.
El 1 de agosto de 2022 firmó un contrato con el equipo francés del CSP Limoges de la LNB Pro A. Fue transferido al Konyaspor de la Basketbol Süper Ligi turca el 31 de enero de 2023.
El 27 de julio de 2023 fichó por el Victoria Libertas Pesaro de la Lega Basket Serie A italiana, pero solo disputó cuatro partidos antes de ser cortado. 
El 28 de julio de 2024 regresó a las filas del Basketball Löwen Braunschweig de la Basketball Bundesliga.

### Selección nacional
Tras ser convocado en las categorías inferiores, debutó con la selleción alemana absoluta disputando la clasificación de FIBA Europa para la Copa Mundial de Baloncesto de 2023. En ocho partidos, promedió 3,6 puntos y 4,1 rebotes.